# Pompônia Umídia
Pompônia Umídia (em latim: Pomponia Ummidia) foi uma nobre romana do século III. Tendo por base seu nome, a historiografia tem afirmado que provavelmente era parente do cônsul de 211 Pompônio Basso e sua esposa Ânia Faustina, talvez a filha deste casal, e então de Umídia Cornifícia Faustina e do imperador Marco Aurélio (r. 168–180). Também é possível que fosse parente do cônsul de 259 e 271 Pompônio Basso, que pode ter sido seu filho ou neto.
Segundo uma inscrição oriunda de Ormela, na Frígia, e que foi datada de cerca de 279-280, Pompônia Umídia era proprietária das "Terras Cilânias", um conjunto de propriedades na Pisídia que anteriormente haviam pertencido a Ânia Faustina, e que era esposa do proeminente oficial Flávio Antioquiano.